# گز روغنی (درخت)
مورینگا اولیفیرا (نام علمی: Moringa oleifera) نام یک گونه از تیره گز روغنیان است در گفتار نواحی غربی(درخت بَس *bes*).
این گیاه بومی جنوب هیمالیا (شمال غربی) هندوستان است و هزاران سال است که به عنوان غذا و دارو در این مناطق استفاده می‌شود. به گفته طب آیورودا این گیاه قابلیت درمان ۳۰۰ نوع بیماری را دارد. بیشترین سطح زیر کشت از تیره مورینگاسه بوده و در اکثر مناطق گرمسیری و نیمه گرمسیری رشد می‌کند. این درخت مقاوم در برابر رشد خشکسالی است که غلاف و برگ‌های جوان آن به عنوان سبزیجات استفاده می‌شود و همچنین می‌تواند برای تصفیه آب از بذرهای آن بهره برد.
مورینگا اولیفیرا یک درخت سرخدار است که می‌تواند به ارتفاع ۱۰–۱۲ متر (۳۲–۴۰ فوت) و قطر تنه ۴۵ سانتی‌متر (۱٫۵ فوت) برسد. پوست این درخت سفید رنگ است و بافت چوب پنبه‌ای ضخیمی آن را محصور دارد. شاخه‌های جوان پوستی مرطوب دارند و رنگ آنها سبز مایل به سفید است.

## مصارف دارویی
مورینگا گیاهی است ارزشمند که در بسیاری از مناطق گرمسیر رشد و پرورش می یابد. این گیاه در ساخت بسیاری از داروها با مواد مغذی با ارزش بکار برده می شود. بخش های مختلف این گیاه حاوی مواد معدنی اصلی مورد نیاز بدن است که منبع خوبی از پروتئین، ویتامین ها، بتا کاروتن، اسید های آمینه و فنول های مختلف می باشد. گیاه مورینگا ترکیبی غنی و نادر از زیاتین، کورستین، بتاسیتوستسترول، اسید کافئویلیکینیک و کائمفرول را در بر دارد. علاوه بر قدرت قابل ملاحظه این گیاه در تصفیه آب و ارزش غذایی بالا، مورینگا خواص دارویی بسیار مهمی نیز دارد. بخش های مختلف این گیاه مانند برگ ها، ریشه ها، دانه ها، پوست، میوه، گل ها و غلاف های نارس آن به عنوان محرک قلب و گردش خون عمل کرده و علاوه بر آن خاصیت  ضد سرطان، ضد تب، ضد اسپاسم و ضد التهاب دارند. 

ریشه این گیاه خاصیت ضد بارداری، ضد التهاب، ضد نفخ، ملین و مدر را دارد و در درمان یبوست، روماتیسم، دردهای مفصلی، درد کمر و کلیه به کار برده می شود.  

برگ گیاه مورینگااولیفیرا، خاصیت مسهل، ترمیم جای زخم و تسکین سردرد دارد و در درمان تب، گلو درد، برونشیت یا عفونت ریه، چشم و گوش، اسکروی و زکام کاربرد دارد. همچنین این باور وجود دارد که عصاره حاصل از برگ این گیاه در کنترل سطح گلوکز خون و کاهش تورم غدد لنفاوی مؤثر است. 
  
عصاره دانه این گیاه روغنی، خاصیت آنتی اکسیدانی داشته و اثرات محافظتی آن بر پراکسیداسیون لیپیدهای کبدی ثابت شده است.  

## نگارخانه

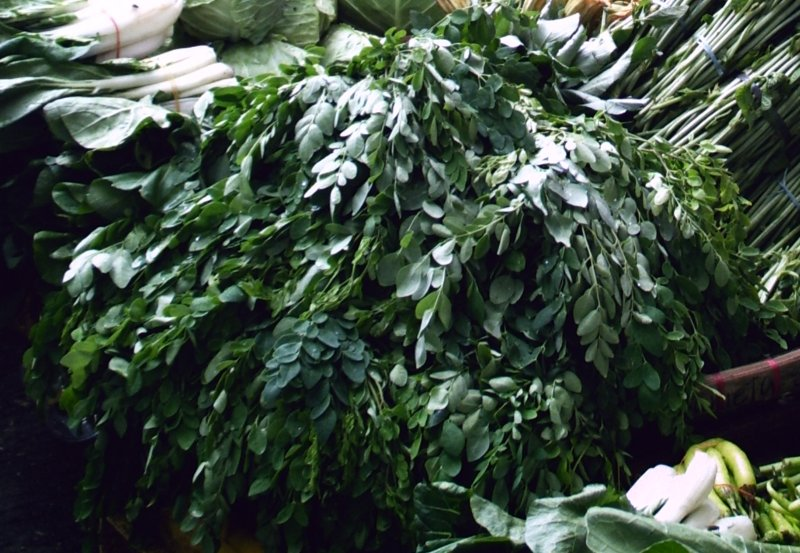
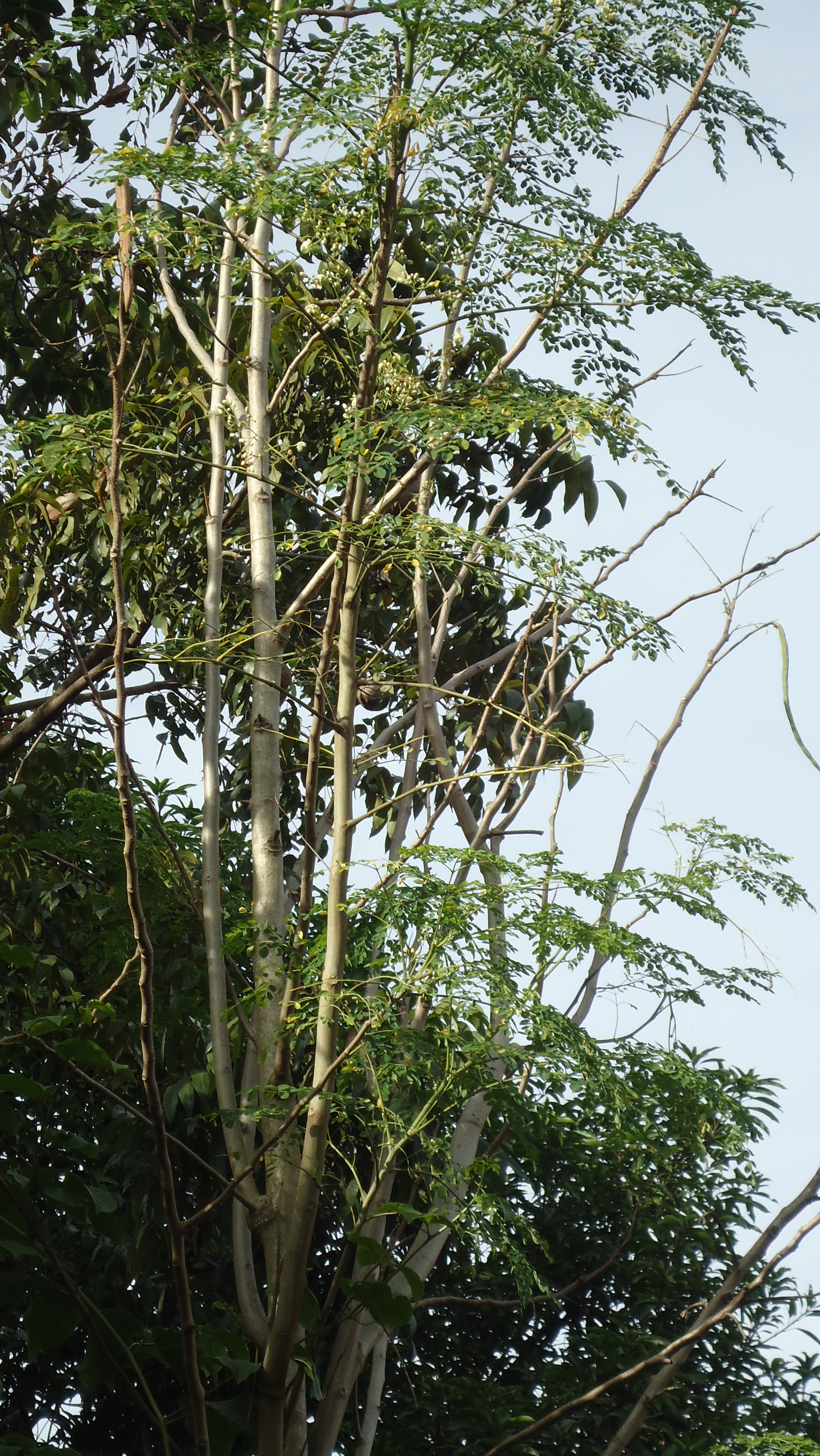
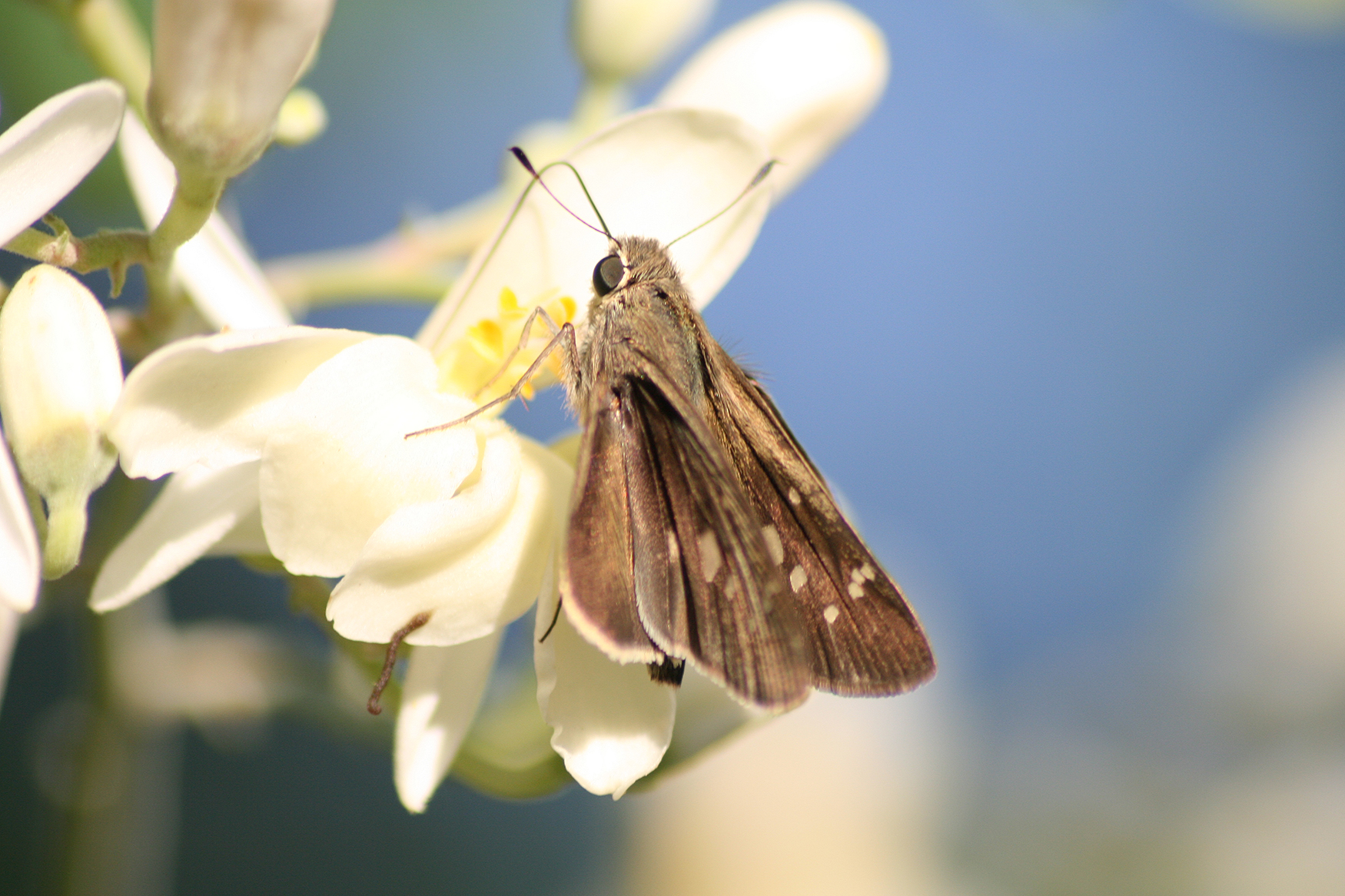
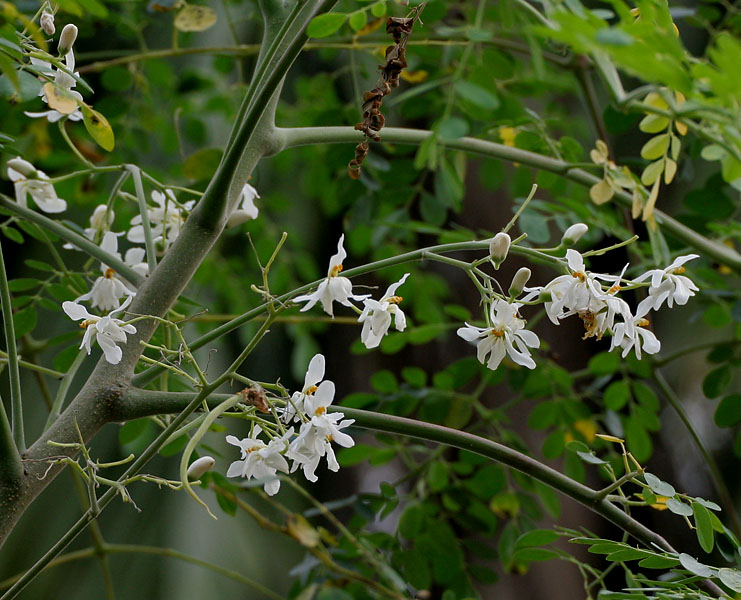
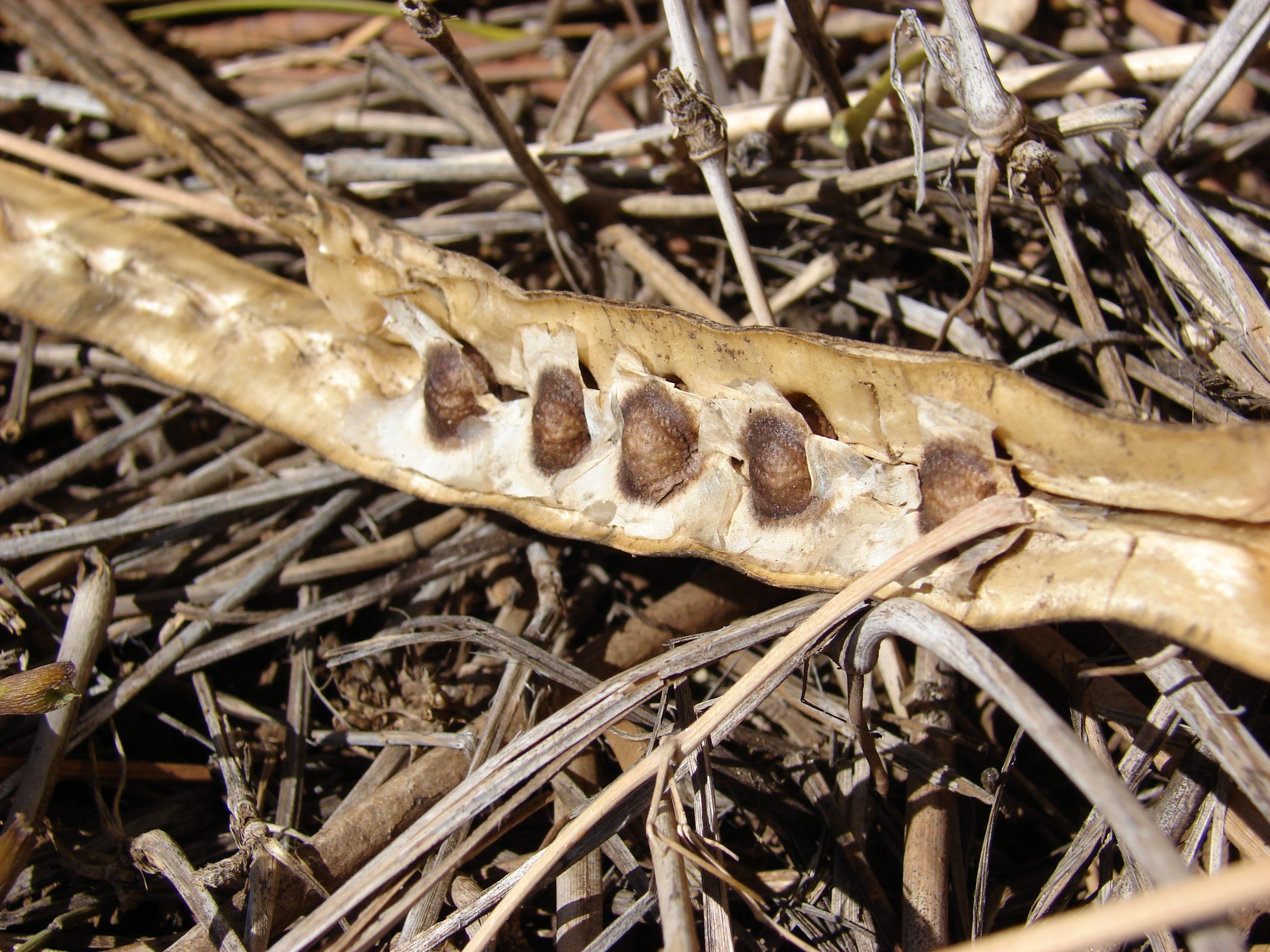
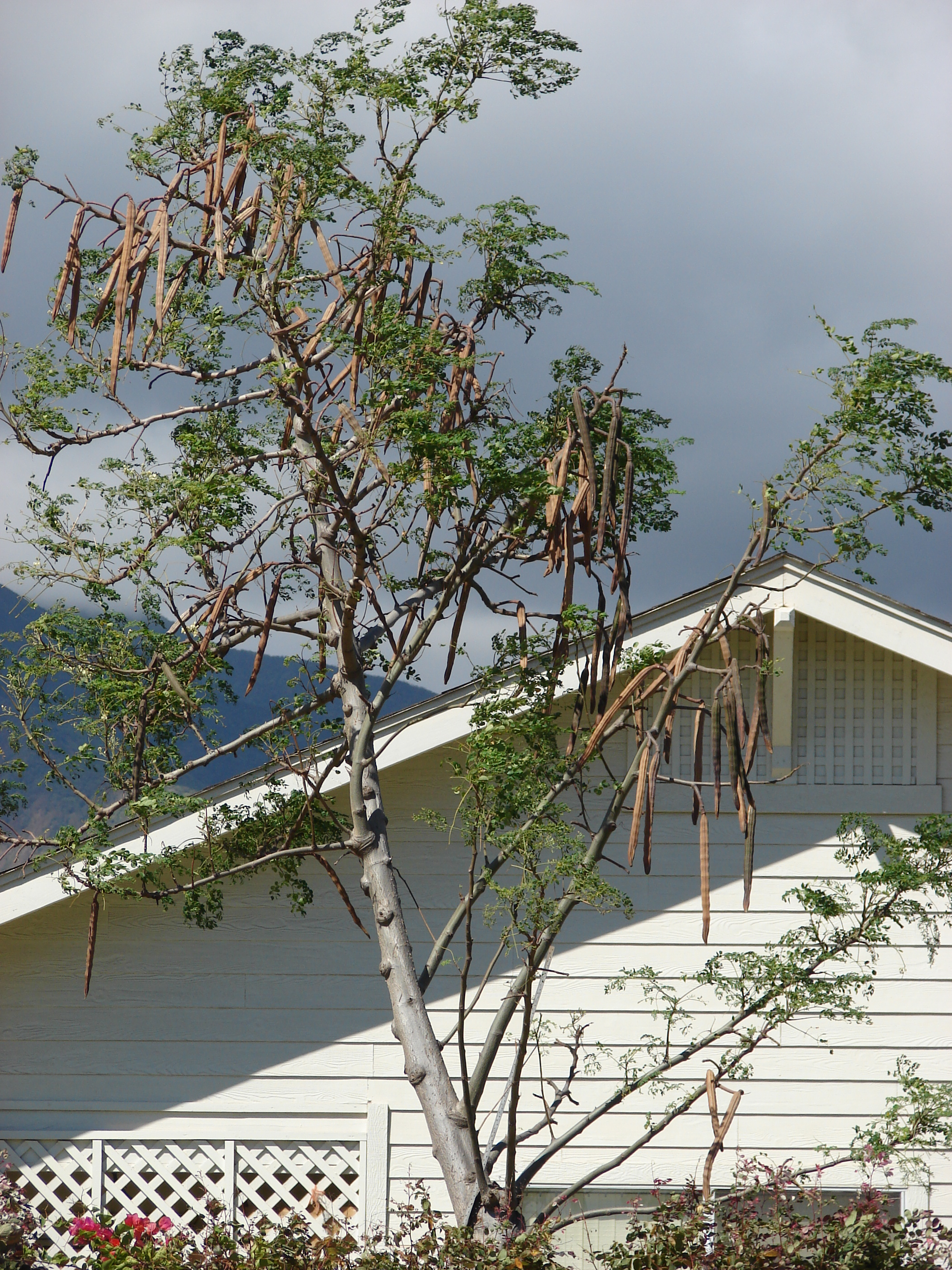
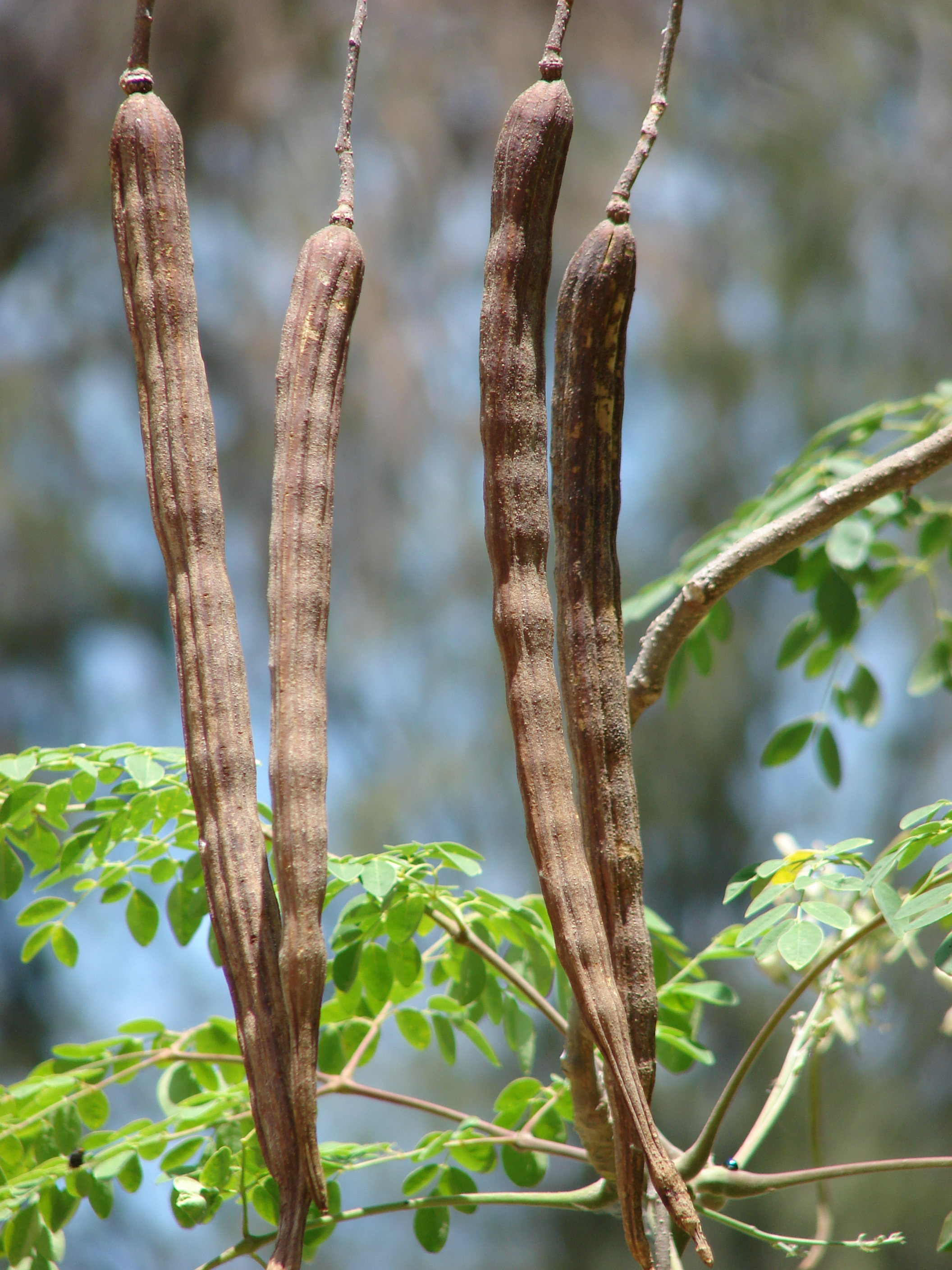
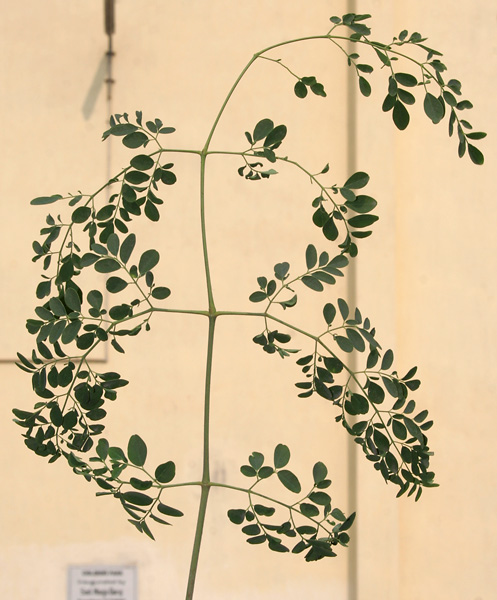
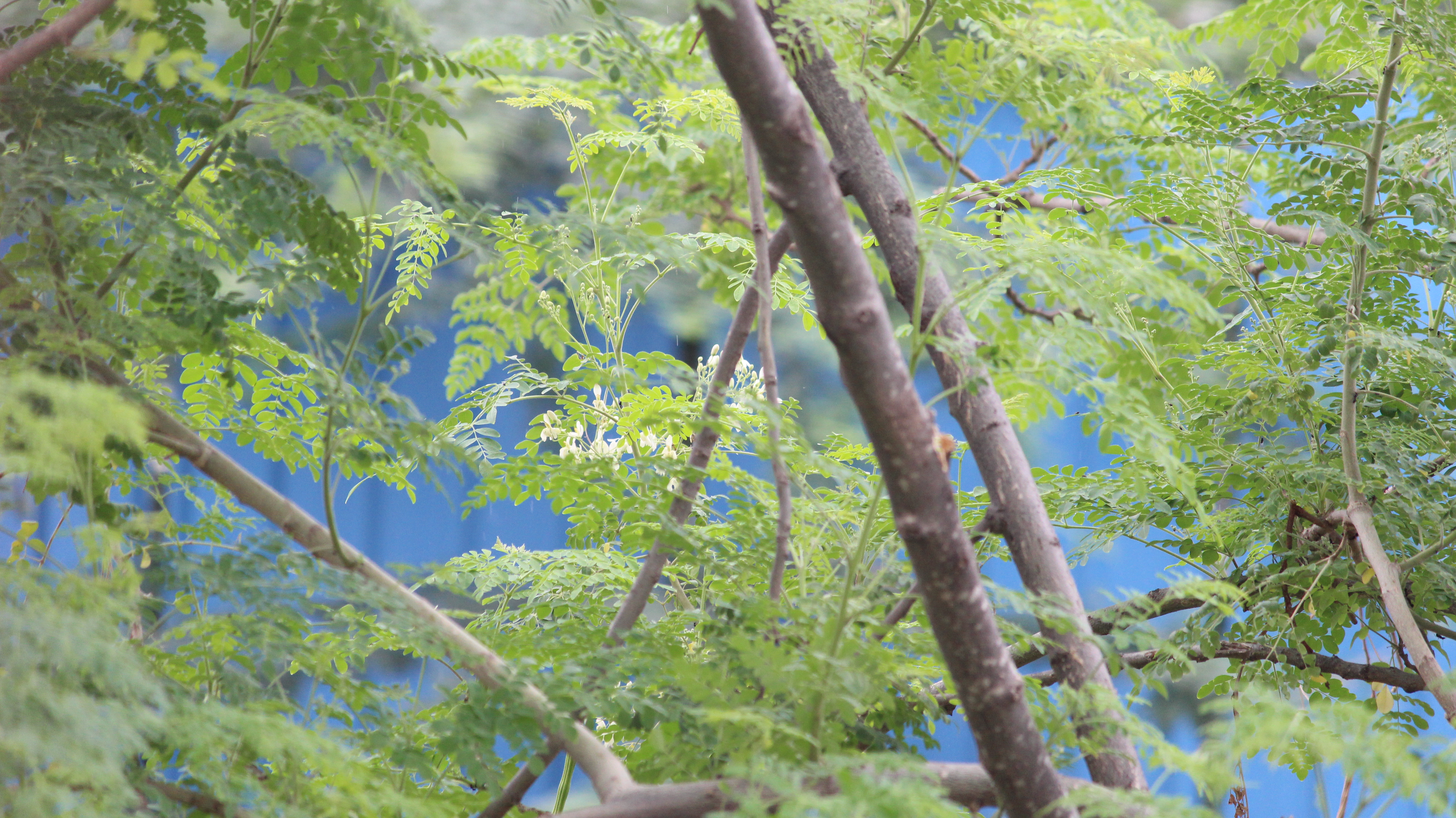
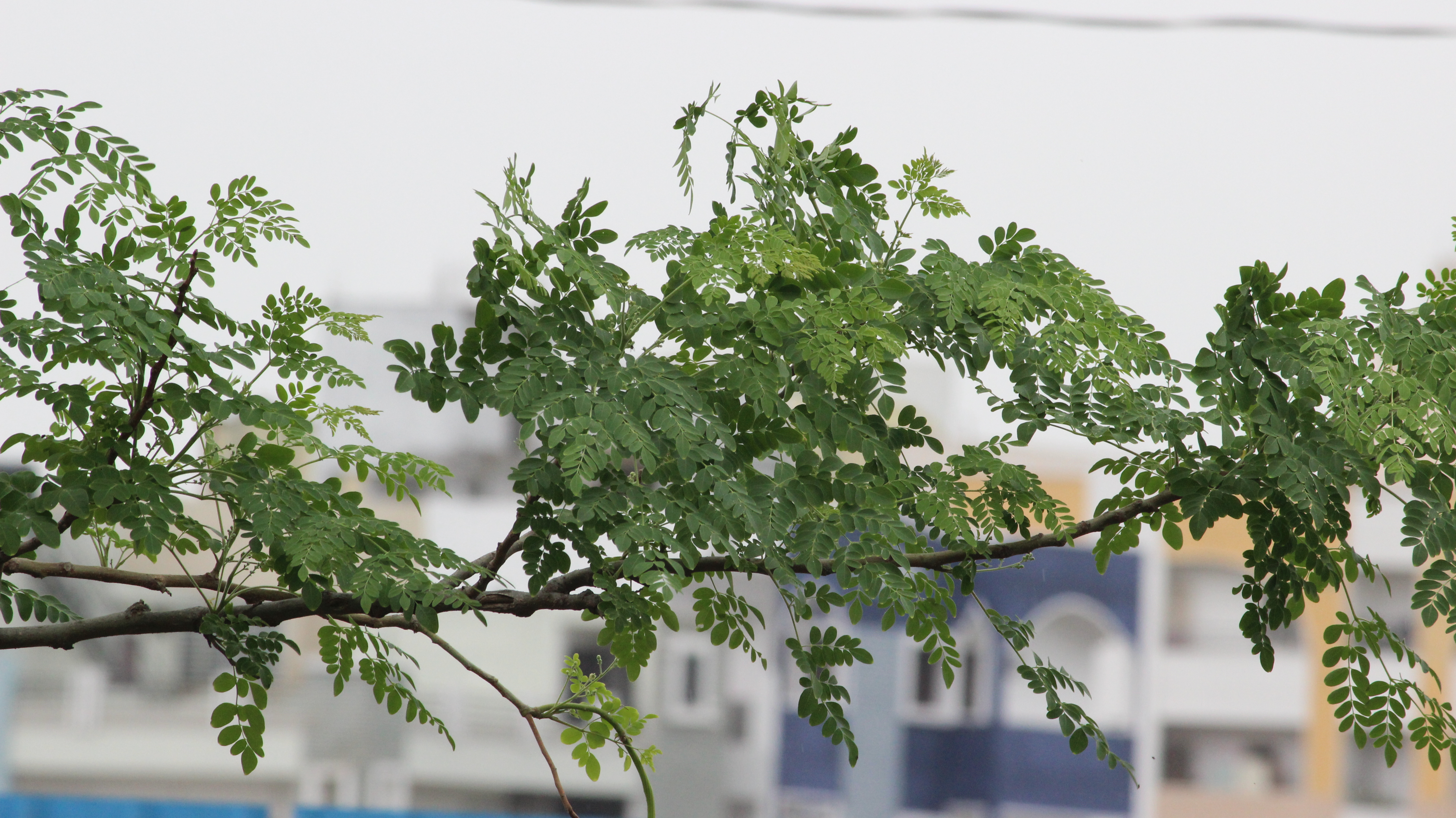